# I grandi successi di Al Bano
I grandi successi di Al Bano è una raccolta del cantante Al Bano pubblicata nel 2003.
Contiene 2 canzoni inedite: Tu per sempre, scartata dalle selezioni per Sanremo 2003 e Mi sveglio e ci sei.

## Tracce
1. 13, storia d'oggi (Albano Carrisi, Vito Pallavicini)
2. Ci sarà (Cristiano Minellono, Dario Farina)
3. Nostalgia canaglia (Albano Carrisi, Mercurio, Romina Power, Vito Pallavicini, Willy Molco)
4. Cara terra mia (Albano Carrisi, Romina Power, Vito Pallavicini)
5. È la mia vita (Maurizio Fabrizio, Pino Marino)
6. Verso il sole (Albano Carrisi, Valentina Cidda)
7. Mi sveglio e ci sei (Albano Carrisi, Fabrizio Berlincioni)
8. Tu per sempre (Albano Carrisi, Alterisio Paoletti, Fabrizio Berlincioni)
9. Volare (Domenico Modugno, Franco Migliacci)
10. Ciao ciao bambina (Domenico Modugno, Dino Verde)
11. La siepe (Pino Massara, Vito Pallavicini)
12. Felicità (Cristiano Minellono, Dario Farina, Gino De Stefani)